# Атлантропа
Атлантропа — футуристический инженерный проект 1920-х годов немецкого архитектора Германа Зёргеля, предполагавший осушение части Средиземного моря. Попыток воплотить проект не предпринималось, он так и остался чисто теоретическим.

## Проект
Зёргель предлагал перегородить гидроэлектрической дамбой Гибралтарский пролив и второй дамбой поменьше — перекрыть Дарданеллы. Целью проекта являлось производство огромного количества электрической энергии. Был также вариант, где вторая дамба соединяла Сицилию с Африкой. В результате уровень воды в Средиземном море понизился бы приблизительно на 200 метров. Таким образом предполагалось не только получать электроэнергию в изобилии, но и подавать опреснённую морскую воду в Сахару, чтобы она стала пригодна для сельского хозяйства. Европа и Африка стали бы одним континентом — Атлантропой, а вместо Средиземного моря появилось бы искусственное море — Сахарское. Кроме того, в экваториальной Африке предлагалось затопить бассейн реки Конго, создав Конголезское море, для улучшения местного климата.
У проекта Зёргеля были сторонники, хотя поддержка оказалась ограничена в основном архитекторами и специалистами из стран Северной Европы. Движение характеризовалось пацифизмом, неоколониализмом, евроцентризмом и игнорированием интересов территорий в Африке.

## Вероятные последствия реализации проекта

### Положительные
- Дешёвая электроэнергия от ГЭС, установленных на Гибралтарском проливе и Дарданеллах;
- Увеличение сухопутных территорий прибрежных государств;
- Наземное транспортное сообщение между континентами;
- Ирригация части Сахары[3].

### Негативные
- Засухи в Европе в результате уменьшения испарения с поверхности моря;
- Затруднение навигации по Суэцкому каналу;
- Образование солончаковых пустынь на обнажившемся дне Средиземного моря, ухудшение экологической обстановки вследствие солёных ветров;
- Повышение уровня Мирового океана до 10 метров;
- Социальные проблемы жителей региона.
- Масштабная экологическая катастрофа из-за вымирания видов обитающих в Средиземном море
- Очень большие затраты
- Непредсказуемое изменение климата
- Возможность разрушения плотин и потопа

## Судьба проекта
Когда проект был обнародован, он вызвал наибольшие протесты у жителей Южной Европы, которые не представляли свою жизнь без моря. В период правления нацистов в Германии Зёргелю было запрещено пропагандировать свой проект, так как он не нашёл одобрения у Гитлера. Однако по окончании войны Зёргель продолжал пропагандировать свой проект вплоть до своей смерти в 1952 году.